# Changwon FC
Changwon FC (kor. 창원 시청 FC) – klub piłkarski z Korei Południowej, z miasta Changwon, występujący w K3 League.